# Суперкубок Ісландії з футболу 1970
Суперкубок Ісландії з футболу 1970 — 2-й розіграш турніру. Матчі відбувалися навесні 1970 року між двома найсильнішими командами Ісландії сезону 1969. Суперкубок Ісландії здобув «Кеплавік».
| Володар Суперкубка Ісландії 1970 |
| -------------------------------- |
|                                  |
| Кеплавік Перший титул            |

## Формат
У турнірі взяли участь дві найкращі команди Ісландії сезону 1969:
- Чемпіон Ісландії  — «Кеплавік»
- Володар Кубка Ісландії  — ІБА

## Турнірна таблиця
| М  | Команда  | І | В | Н | П | МЗ | МП | РМ | О |
| -- | -------- | - | - | - | - | -- | -- | -- | - |
| 1. | Кеплавік | 4 | 2 | 1 | 1 | 5  | 4  | +1 | 5 |
| 2. | ІБА      | 4 | 1 | 1 | 2 | 4  | 5  | −1 | 3 |

## Результати
| Команда  | КЕП     | ІБА     |
| -------- | ------- | ------- |
| Кеплавік |         | 0:2 2:1 |
| ІБА      | 0:2 1:1 |         |